# Kybos simplex
Kybos simplex är en insektsart som först beskrevs av Delong och Davidson 1935.  Kybos simplex ingår i släktet Kybos och familjen dvärgstritar. Inga underarter finns listade i Catalogue of Life.